# 오송역버스환승센터
오송역버스환승센터는 충청북도 청주시 흥덕구 오송읍에 위치한 세종특별자치시 BRT 환승센터로, 오송역 서편 광장에 위치하고 있다. 오송역 7번 출구와 연결되어 있으며, 기존 오송가락로 양방향 가로변 정류소들을 통합하여 2020년 1월 16일 운영을 개시했다.

## 역사
- 2018년 10월: 청주시 - 한국철도공사 간 오송역 버스환승시설의 설치 및 운영에 관한 업무협약 체결[1]
- 2019년 3월 22일: 실시설계 착수[2]
- 2020년 1월 16일: 완공 및 운영 개시[1]
- 2021년 9월 29일: 설계 개선공사 완공 후 운영 재개

## 승강장

### 1번·9번 (하차 전용)
- ● 대전광역시 광역버스(바로타) B1번: 종점
- ● 세종특별자치시 바로타 B2번: 종점
- ● 청주시 광역급행버스(바로타) B3-8번: 종점
- ● 청주시 광역급행버스(바로타) B3-9번: 종점
- ● 세종특별자치시 바로타 B4번: 종점
- ● 세종특별자치시 바로타 B6번: 종점
- ● 청주시 급행버스 747번: 종점
- ● 청주시 급행버스 747-3번: 종점
- ● 청주시 공영버스 53번: 종점
- ● 청주시 도시형버스 500번: 종점
- ● 청주시 도시형버스 511번: 종점
- ● 청주시 도시형버스 521번: 종점
- ● 청주시 공영버스 535번: 종점
- ● 세종특별자치시 광역버스 1005번: 종점

### 2번 (정부세종청사방면)
- ● 청주시 광역급행버스(바로타) B3번: 세종고속시외버스터미널 방면

### 3번 (정부세종청사.대전방면)
- ● 대전광역시 광역버스(바로타) B1번: 대전역 방면

### 4번 (정부세종청사.대전방면)
- ● 세종특별자치시 바로타 B2번: 반석역 방면
- ● 세종특별자치시 바로타 B4번: 반석역 방면
- ● 세종특별자치시 바로타 B6번: 반석역 방면

### 5번 (청주시내 방면)
- ● 청주시 급행버스 747번: 청주국제공항 방면
- ● 청주시 급행버스 747-3번: 청주시외버스터미널 방면
- ● 청주시 급행버스 509번: 동부종점 방면
- ● 청주시 좌석버스 502번: 동부종점 방면
- ● 청주시 도시형버스 500번: 예비군훈련장 방면
- ● 청주시 도시형버스 503번: 동남택지지구 방면
- ● 청주시 도시형버스 511번: 정하 방면
- ● 청주시 도시형버스 518번: 한국교원대학교 방면

### 6번 (국책기관.오창.청주공항방면)
- ● 청주시 광역급행버스(바로타) B3번: 청주국제공항 방면
- ● 청주시 도시형버스 503번: 바이오폴리스 방면
- ● 청주시 도시형버스 518번: 보건의료행정타운 방면
- ● 청주시 도시형버스 525번: 충북대오송바이오캠퍼스 방면
- ● 청주시 공영버스 535번: 오창제3산업단지종점 방면
- ● 청주시 공영버스 53번: 오창 방면
- ● 세종특별자치시 광역버스 1003번: 바이오폴리스 방면

### 7번 (조치원방면)
- ● 청주시 급행버스 509번: 조치원역 방면
- ● 청주시 좌석버스 502번: 조치원역 방면
- ● 청주시 도시형버스 521번: 조치원역 방면
- ● 청주시 도시형버스 525번: 조치원역 방면

### 8번 (조치원.대전방면)
- ● 세종특별자치시 광역버스 1003번: 반석역 방면
- ● 세종특별자치시 광역버스 1005번: 반석역 방면
- 청주 콜버스

## 특이 사항
- 광역급행버스(바로타) B3번의 경우 청주국제공항에서 21시 50분, 22시 10분, 22시 30분에 출발하는 차량과 세종고속시외버스터미널에서 22시 20분, 22시 40분에 출발하는 차량은 오송역버스환승센터에서 중간 종착한 후 각 운행업체의 차고지로 공차 회송한다.

## 같이 보기
- 오송역
- 청주시의 시내버스
- 바로타 (간선급행버스체계)